# 聖何塞德烏蘇瓦區
15°13′34″S 73°13′50″W / 15.2262°S 73.2306°W
聖何塞德烏蘇瓦區（西班牙語：Distrito de San José de Ushua），是秘魯的一個區，位於該國中南部阿亞庫喬大區的保卡爾德爾薩拉薩拉省，始建於1955年12月20日，面積17.3平方公里，海拔高度3,040米，2005年人口193，人口密度每平方公里11人。